# 2009 en Finlande
Cet article présente les faits marquants de l'année 2009 en Finlande.

## Évènements

### Janvier
- Jeudi 22 janvier 2009 : le groupe Nokia, no 1 mondial en téléphonie mobile, annonce un léger repli de son chiffre d'affaires (-0,7 %, 50,71  milliards d'euros) mais un effondrement de ses bénéfices (-44,4 %) en 2008 sous l'effet d'un net recul de ses ventes et du repli continu du prix de vente de ses téléphones portables.

- Vendredi 23 janvier 2009 : le PIB devrait se contracter de plus de 2 % en 2009. De nouvelles mesures de relance vont être annoncées et le pays pourrait emprunter jusqu'à 30 milliards d'euros lors des trois prochaines années, dont 5,3 milliards en 2009, en raison de recettes fiscales moins élevées que prévu.

### Février
- Mardi 10 février 2009 : le groupe d'informatique Tieto annonce un bénéfice net 2008 à 60,5 millions € contre une perte de 31,2 millions €  en 2007 entraînées par des coûts de restructuration. Son chiffre d'affaires 2008 est en progression de 5 % à 1,87 milliard €. Cependant les perspectives ne sont pas bonnes selon le PDG, Hannu Syrjälä. Tieto est un des leaders européens dans la prestation de services pour les systèmes informatiques et réseaux des entreprises.

- Vendredi 27 février 2009 : l'Office national de la statistique annonce que la Finlande est entrée officiellement en récession au dernier trimestre 2008, avec une baisse de 1,3 % de son produit intérieur brut (PIB) à la suite d'un recul de 0,3 % (chiffres révisés) au troisième trimestre.

### Mars
- Mardi 17 mars 2009 : le groupe de téléphonie, Nokia, annonce la prochaine suppression de 1 700 emplois dans le monde dans le cadre de son plan de réduction des coûts de 700 millions de sa filiale « combinés ». Plusieurs autres départements, notamment le commercial et l'après-vente, devront aussi supprimer des postes.

- Mardi 7 avril 2009 : le groupe de technologies de l'information Tieto annonce la suppression de 620 emplois, principalement en Finlande et en Suède, ses deux principaux marchés. Tieto emploie 16 700 personnes, dont 5 700 en Finlande, 3 500 en Suède et 7 800 dans le reste du monde.

### Mai
- Mardi 12 mai 2009 : la Finlande enregistre ses deux premiers cas de grippe H1N1.

- Dimanche 24 mai 2009 : le rallye automobile de Sardaigne est remporté par le Finlandais Jari-Matti Latvala (Ford Focus) devant le Finlandais Mikko Hirvonen (Ford Focus), et le Français Sébastien Loeb(Citroën C4).

### Juin
- Dimanche 7 juin 2009, élections européennes : le nouveau parti nationaliste et eurosceptique des Vrais Finlandais de Timo Soini, réalise une percée avec 9,8 % alors que les grands partis reculent. Le parti du Centre du premier ministre Matti Vanhanen obtient 19 % (-4,4 pts, 3 eurodéputés), le parti conservateur de la Coalition nationale obtient 23,2 % des suffrages (-0,5 pt). Le parti écologiste, membre de la coalition au pouvoir, obtient deux eurodéputés, avec 12,4 %. Les sociaux-démocrates, principal parti d'opposition, obtiennent deux eurodéputés, avec 17,5 %. Le Parti du peuple suédois, qui représente la minorité suédophone en Finlande, obtient 6,1 % des voix et un eurodéputé. Les chrétiens-démocrates, qui s'étaient alliés aux Vrais Finlandais pour la campagne, décrochent un eurodéputé avec 4,2 % des suffrages. La participation a été de 40,3 % (-1,1 pt).